# Parco naturale-archeologico dell'Inviolata

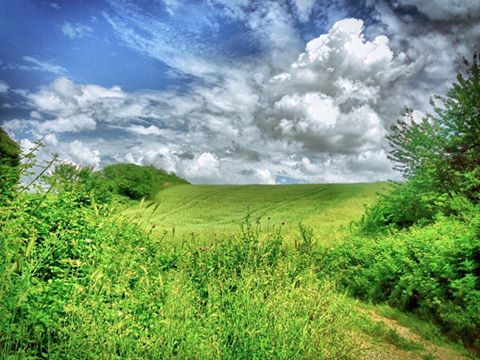
Paesaggio tipico della campagna romana presente nel parco.

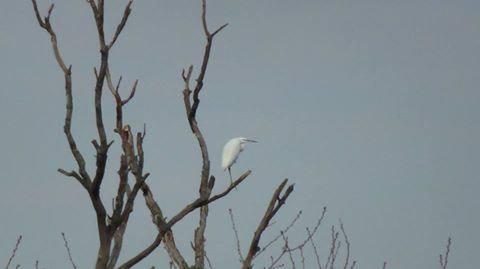
Una garzetta fotografata all'interno del parco

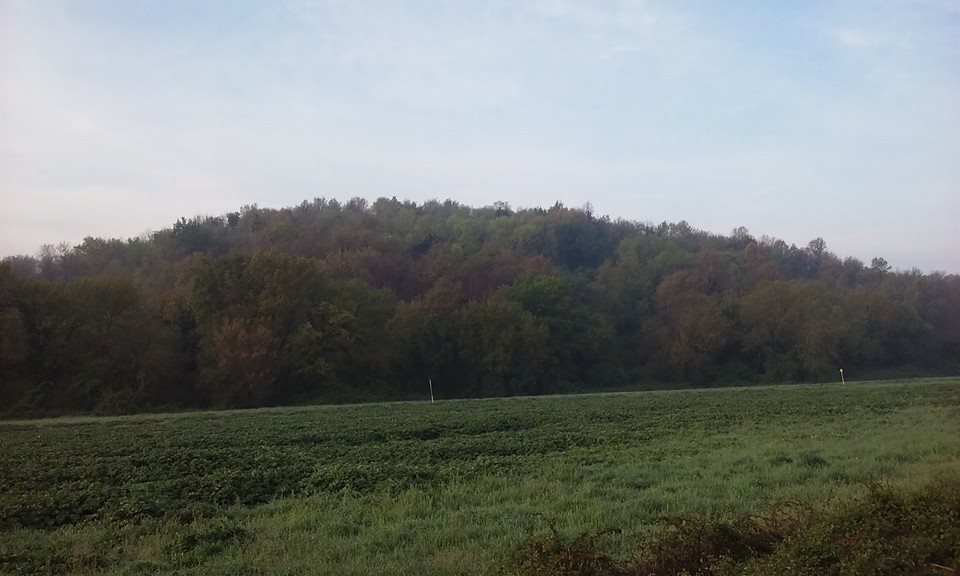
Bosco tipico della macchia mediterranea situato nel cuore del parco

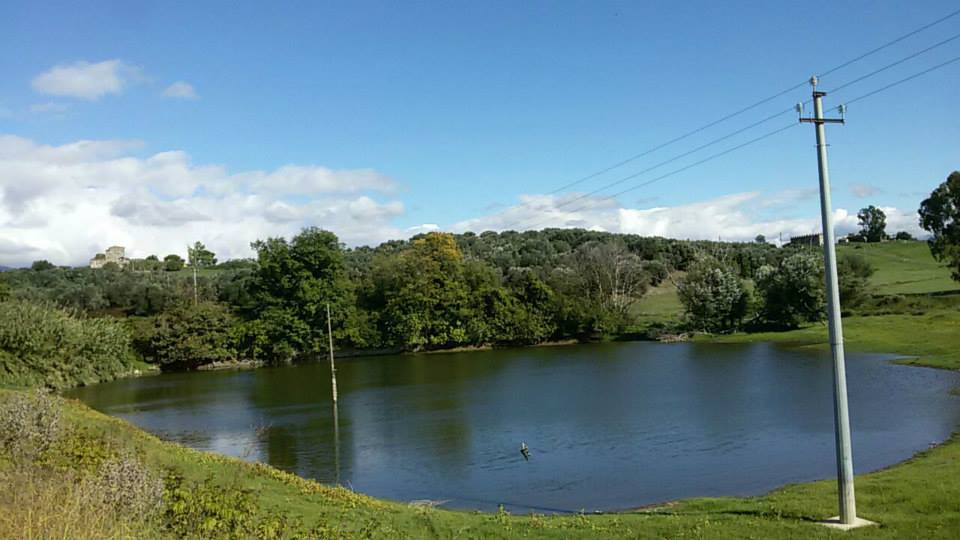
Primo lago al Parco dell'Inviolata

Il Parco regionale archeologico naturale dell'Inviolata, meglio noto come Parco dell'Inviolata, è un'area naturale protetta della Regione Lazio istituita con Legge Regionale n.22, del 20 giugno 1996. 

## Territorio
L'area protetta occupa una superficie di 535 ha ricadente nel comune di Guidonia Montecelio, che fino all'ottobre del 2016 ne è stato anche l'ente gestore per poi passare all'ente Parco Regionale dei Monti Lucretili. 
È geograficamente delimitata a nord dai monti Cornicolani e più precisamente dal fosso Capaldo, ad est dal bacino delle Aquae Albulae, a sud dall'abitato del quartiere di Marco Simone Vecchio e ad ovest dall'arco collinare Formello-Tor de Sordi-Castell'Arcione.
Esiste da tempo una proposta di ampliamento dell'area protetta, che comprende le vicine tenute di Pilo Rotto e Tor Mastorta a nord e quelle di Tor de' Sordi e Castell'Arcione a sud.

## Storia dell'area e archeologia
Il nome, Inviolata, sembra derivare dal monastero femminile di Santa Maria in via Lata (tratto urbano della Flaminia) cui la tenuta apparteneva. 
L'intera regione, dalle pendici montane alle aree collinari sino alla pianura che comprende il parco, è stata frequentata fin dalla preistoria. Pluridecennali ricognizioni fatte dai gruppi archeologici locali vi hanno rinvenuto molti oggetti di selce, fra cui raschiatoi e punte di tipo musteriano, utensili diffusi nel Paleolitico medio.
Durante lavori di urbanizzazione, e poi scavi effettuati dalla Soprintendenza archeologica per il Lazio, sono emersi resti che attestano la presenza di una frequentazione umana dal Paleolitico superiore finale (11.000 anni da oggi) fino al termine dell'età del Bronzo (circa 1000 anni a. C.). Molti di essi sono oggi esposti presso l'Antiquarium di Montecelio.
Altre testimonianze provengono da una necropoli protovillanoviana scoperta nel sito delle Caprine, e dai pressi di un insediamento fortificato medioevale nella zona dell'abitato di Marco Simone, il Castrum Sancti Honesti, nei cui pressi è stato trovato vario materiale di età orientalizzante e arcaica (secoli VII-VI a. C.). Secondo alcuni questi ultimi resti apparterrebbero all'antica città di Ficulea, che insieme a Corniculum e a molte altre sparì a causa dell'avanzata di Roma.
Molti altri ruderi antichi e torri punteggiano il paesaggio, appartenuti a castra e ville romane, sepolcri (tra cui quello della Torraccia, con cella a croce greca) e mausolei.
In questi luoghi fu ritrovata anche la Triade Capitolina dell'Inviolata, gruppo marmoreo ora conservato all'ex Convento di San Michele Arcangelo a Montecelio, e tra l'altro è la scoperta più notevole fatta all'interno del parco, poiché l'unico esemplare trovato è stato proprio quello dell'Inviolata. 
Paradossalmente nella sua stessa area ricade la Discarica dell'Inviolata e il parco è attraversato da un tratto della bretella autostradale Fiano-San Cesareo.
Dentro i confini del parco sono presenti dei piccoli boschetti situati nel cuore dell'area e intorno ai ruscelli.
Nel territorio sono presenti anche 4 piccoli laghetti situati nell'area est del parco, precisamente a Tor Mastorta, e ci sono anche vari ruscelli, tra cui i più importanti sono: Fosso del Cupo, Fosso Capaldo e Fosso dell'Inviolata.

## Fauna
In quest'ambiente caratterizzato dalla forte presenza dell'uomo si possono trovare ancora diverse specie di animali selvatici, tra cui Uccelli, come i Passeriformi, di quest'ultimi sono molto comuni le cornacchie grigie, inoltre si possono avvistare altre specie come gli aironi cenerini, le garzette, i germani reali, i martin pescatori, i gheppi, le poiane e i nibbi bruni.
Troviamo anche Mammiferi come Roditori, Mustelidi, ricci, volpi e cinghiali.
Non mancano le diverse specie di Rettili come la lucertola campestre, la lucertola muraiola, il ramarro occidentale, la luscengola, il biacco e la natrice dal collare, e le diverse specie di Anfibi come le rane verdi, il rospo comune, la rana appenninica e il tritone punteggiato.
All'interno delle acque dei laghetti e dei fossi sono state ritrovate per il momento solo specie ittiche alloctone come la gambusia, il persico sole, il persico trota e il pesce gatto nero, fatta eccezione del vairone, trovato solo nei ruscelli. I Pesci che popolano i laghi sono stati tutti introdotti dai pescatori.
Nell'area ci sono molte specie di Artropodi tra cui libellule, scorpioni d'acqua della specie Nepa cinerea, e poi da non escludere il granchio di fiume, che insieme alla rana appenninica è un indicatore naturale che testimonia la buona qualità delle acque anche se esse si trovano in prossimità di una discarica.
Molti degli animali situati nel parco sono ritenuti specie protette.

## Flora
Il paesaggio è quello tipico della campagna romana, con dolci rilievi collinari che presentano vasti oliveti e coltivazioni di frumento, granturco e girasoli, delimitate da siepi di specie autoctone o introdotte dall'uomo.
Sono presenti aree residue della macchia mediterranea, con presenze di cerri, farnie, olmi, vite selvatica e ligustro, si protendono all'interno del parco, alternandosi con la vegetazione igrofila e ripariale dei fossi o di altre zone umide ed alle vaste aree coltivate. Abbastanza diffusa è la presenza dell'orchidea Orchis purpurea.
Nell'area attorno a Tor Mastorta e il primo lago ci sono diversi alberi di eucalipto che sono stati portati nelle zone paludose durante la bonifica nel ventennio fascista.

## Agricoltura ed allevamento
Anche se il parco è definito area protetta dalla Regione Lazio, in realtà è un parco solamente scritto sulla carta, dato che non vi è mai stato sottoposto sotto tutela, non è mai stata fatta della cartellonistica, ed inoltre tutti i terreni presenti nel territorio sono di proprietà privata, ed è proprio grazie a quest'ultimi che gli ambienti naturali sono rimasti ancora intatti.
Nelle varie campagne si coltivano in maggior numero cereali come l'orzo, alternati anche a vaste coltivazioni di ulivi.
Nell'area è da notare la presenza della pastorizia di ovini, caratteristica della campagna romana.

## Attività
Attualmente nel parco non sono possibili visite guidate e non esistono percorsi attrezzati.
Le uniche strade che attraversano il parco sono:
- Via della Selciatella/Via Tor Mastorta che passano esternamente nell'area di Tor Mastorta e i laghetti.
- Via dell'Inviolata che attraversa il parco al centro, partendo dalla rotatoria all'uscita dell'autostrada A1 su Via di Casal Bianco e uscendo sulla Via Palombarese a Santa Lucia di Fonte Nuova, tagliando il parco a metà.

- Via Spagna, Via Tucidide e Via Tacito che passano nella frazione di Marco Simone.

Il parco è oggetto di ricerche naturalistiche da parte della Società Romana di Scienze Naturali. A causa dell'inquinamento che si ha dovuto alla discarica, si sono svolte numerose manifestazioni ambientaliste.

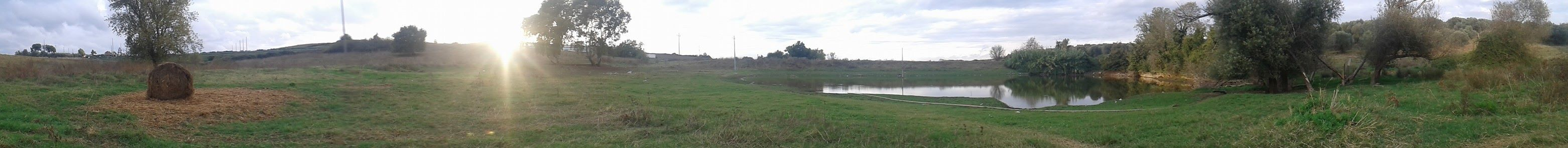
Foto panoramica del primo lago